# El gran deschave
El gran deschave es una obra teatral escrita por los dramaturgos argentinos Armando Chulak (Buenos Aires, 1927 – Mar del Plata, 1975) y Sergio De Cecco (Buenos Aires, 1931-1986) que se llamaba originalmente Final feliz y fue estrenada en 1975 en el Teatro Regina con la actuación como pareja central de Federico Luppi y Haydée Padilla bajo la dirección de Carlos Gandolfo y se constituyó en uno de los grandes éxitos del teatro nacional argentino.
En los años siguientes a su estreno fue representada en varias oportunidades en Argentina y en España, e incluso una versión de la obra fue transmitida por televisión.
La palabra deschave significa en lunfardo delatar a alguien, descubrir lo oculto, poner en evidencia, violar un secreto que le fue confiado e incluso, en la forma reflexiva deschavarse, confesar un secreto o un episodio delictivo.

## Los autores
Sergio De Cecco, cuyo nombre completo era Sergio Amadeo De Cecco, también conocido con los seudónimos de Javier Sánchez y Amadeo Salazar, fue un periodista, actor, dramaturgo y guionista de cine y de radio que nació en Buenos Aires en 1931 y falleció en la misma ciudad el  26 de noviembre de 1986.
Recibió varios premios por su producción; su obra más difundida es El reñidero que fue representada en muchas oportunidades en su país y fuera de él y también llevada al cine.
Armando Chulak ( Buenos Aires, Argentina, 1927 - Mar del Plata, provincia de Buenos Aires, ídem, 1975,  fue un dramaturgo, escritor, crítico de teatro, actor y director de teatro.

## Sinopsis
Un día, con la avería del televisor actuando como desencadenante, un hombre y una mujer de clase media con diez años de matrimonio, se enfrentan a la realidad de una vida tediosa, se descontrolan y profieren mutuas y crueles confesiones.
La crítica señaló que la obra sacudía realmente al público y que:

«Tanto por el grado de crueldad con que ambos se herían como por lo que quedaba al desnudo en la pareja, que no era solo ciertas infidelidades o miserias en la relación sino también la chatura de una vida que no tenía como horizonte más que la búsqueda de una mejor posición económica para poder mostrar a los otros, un tic típico de clase media que ha perdurado bastante, aunque se ha profundizado con otras taras más de la época. Esas escenas eran tan intensas que en las escuelas de teatro se usaban en los ciclos de teatro nacional como material de entrenamiento regular de los alumnos.»

## Algunas representaciones de interés
A finales de la década del setenta Carlos Gandolfo dirigió en España una puesta de la obra. Otros artistas que la interpretaron fueron Perla Santalla, Rodolfo Ranni, Ariel Staltari, Marta González y Héctor Bidonde.
El Premio ACE a la Mejor comedia dramática y/o comedia de 2013-2014 fue concedido a la presentación de esta obra  que hizo Ingrid Pelicori.